# Тяжёлая атлетика на летней Спартакиаде народов СССР 1986
Соревнования по тяжёлой атлетике на IX летней Спартакиаде народов СССР проходили с 6 по 13 сентября 1986 года в универсальном спорткомплексе «Измайлово» в Москве. В них приняли участие 160 атлетов из 17 команд союзных республик, Москвы и Ленинграда. Этот турнир не носил статус 61-го чемпионата СССР, который был проведён отдельно в марте этого года в Волгограде.

## Медалисты
| Категория    | Золото                           | Золото                 | Серебро                             | Серебро                | Бронза                               | Бронза                 |
| До 52 кг     | Исраил Исаков Узбекская ССР      | 235 кг (100 + 135)     | Овнан Ашугатоян Армянская ССР       | 232,5 кг (100 + 132,5) | Хафиз Сулейманов Азербайджанская ССР | 230 кг (102,5 + 127,5) |
| До 56 кг     | Виктор Соколовский РСФСР         | 257,5 кг (115 + 142,5) | Андраник Саргавакян Армянская ССР   | 250 кг (110 + 140)     | Виктор Харитончик Белорусская ССР    | 247,5 кг (110 + 137,5) |
| До 60 кг     | Валерий Леонов РСФСР             | 282,5 кг (122,5 + 160) | Юрий Стаднюк Украинская ССР         | 282,5 кг (125 + 157,5) | Ильфат Музафаров Украинская ССР      | 280 кг (125 + 155)     |
| До 67,5 кг   | Владимир Алёшкин Украинская ССР  | 330 кг (145 + 185)     | Фёдор Касапу Молдавская ССР         | 330 кг (150 + 180)     | Ризван Гасанов Азербайджанская ССР   | 330 кг (150 + 180)     |
| До 75 кг     | Сергей Мартыненко Украинская ССР | 352,5 кг (150 + 202,5) | Олег Хомяков РСФСР                  | 352,5 кг (155 + 197,5) | Олег Садыков Украинская ССР          | 350 кг (155 + 195)     |
| До 82,5 кг   | Гарник Казарян Армянская ССР     | 375 кг (167,5 + 207,5) | Александр Слободянюк Украинская ССР | 372,5 кг (165 + 207,5) | Сергей Сырцов Узбекская ССР          | 372,5 кг (170 + 202,5) |
| До 90 кг     | Анатолий Храпатый Казахская ССР  | 400 кг (182,5 + 217,5) | Сергей Копытов Казахская ССР        | 400 кг (180 + 220)     | Виктор Трегубов РСФСР                | 397,5 кг (180 + 217,5) |
| До 100 кг    | Борис Серёгин РСФСР              | 410 кг (187,5 + 222,5) | Олег Чирицо Белорусская ССР         | 402,5 кг (177,5 + 225) | Андрей Денисов Украинская ССР        | 400 кг (175 + 225)     |
| До 110 кг    | Юрий Захаревич РСФСР             | 445 кг (200 + 245)     | Сергей Нагирный Украинская ССР      | 427,5 кг (187,5 + 240) | Артур Акоев РСФСР                    | 407,5 кг (187,5 + 220) |
| Свыше 110 кг | Евгений Сыпко Казахская ССР      | 430 кг (190 + 240)     | Сергей Колеватов РСФСР              | 430 кг (200 + 230)     | Лев Боярчук РСФСР                    | 412,5 кг (187,5 + 225) |